# Домброва (Косьцерський повіт)
Домброва (пол. Dąbrowa) — село в Польщі, у гміні Карсін Косьцерського повіту Поморського воєводства.
Населення — 310 осіб (2011).
У 1975-1998 роках село належало до Гданського воєводства.

## Демографія
Демографічна структура станом на 31 березня 2011 року:
|          | Загалом | Допрацездатний вік | Працездатний вік | Постпрацездатний вік |
| -------- | ------- | ------------------ | ---------------- | -------------------- |
| Чоловіки | 154     | 47                 | 92               | 15                   |
| Жінки    | 156     | 46                 | 83               | 27                   |
| Разом    | 310     | 93                 | 175              | 42                   |